# Lioscinella australiensis
Lioscinella australiensis är en tvåvingeart som beskrevs av Spencer 1978. Lioscinella australiensis ingår i släktet Lioscinella och familjen fritflugor.
Artens utbredningsområde är New South Wales. Inga underarter finns listade i Catalogue of Life.